# 睦合村 (神奈川県)
睦合村（むつあいむら）は、神奈川県の中央部に位置した愛甲郡にかつてあった村である。
1955年2月1日に厚木町、小鮎村、玉川村、南毛利村と合併し厚木市になった。

## 歴史
- 1946年6月1日 - 三田村、棚沢村、下川入村、妻田村、及川村、林村が合併し睦合村となった。
- 1955年2月1日 - 厚木町、小鮎村、玉川村、南毛利村と合併し厚木市になった。同時に郡から離脱。

## 地理
- 川：相模川、中津川